# Karl Feichter
Karl Josef Feichter (Monguelfo-Tesido, 12 dicembre 1954) è un ex slittinista italiano.

## Biografia
Nato nel 1954 a Monguelfo-Tesido, in Alto Adige, ad inizio carriera ha conquistato tre medaglie agli Europei juniores: un bronzo nel doppio insieme a Ernst Haspinger a Kufstein 1972, dietro a due coppie tedesche orientali, e due argenti a Valdaora 1973, nel singolo dietro al tedesco orientale Dettlef Günther, e nel doppio con Ernst Haspinger, dietro ad una coppia tedesca orientale.
A 21 anni ha partecipato ai Giochi olimpici di Innsbruck 1976, nel doppio insieme a Ernst Haspinger, arrivando 7º con il tempo totale di 1'27"171 (43"853 nella 1ª manche, 43"318 nella 2ª).
È arrivato tra i primi dieci ai Mondiali, in cinque partecipazioni, a Oberhof 1973, 8º in 1'30"62, a Schönau am Königssee 1974, 5º con il tempo di 1'25"25 e a Innsbruck 1977, 4º in 1'27"324, in tutti i casi nel doppio con Ernst Haspinger. Agli Europei, in cinque partecipazioni, si è piazzato 4º nel doppio a Schönau am Königssee 1973, 6º sia nel singolo sia nel doppio a Imst 1974 e 8º nel doppio a Schönau am Königssee 1977.
Ha chiuso la carriera nel 1977, a 23 anni.

## Palmarès

### Campionati europei juniores
- 3 medaglie:
  - 2 argenti (Singolo a Valdaora 1973, doppio a Valdaora 1973)
  - 1 bronzo (Doppio a Kufstein 1972)